# Viswanathan Anand
Viswanathan Anand (tamilisch: விசுவநாதன் ஆனந்த், auch „Vishy“ genannt; * 11. Dezember 1969 in Madras, Tamil Nadu) ist ein indischer Großmeister im Schach. Er war von 2000 bis 2002 FIDE-Weltmeister sowie der 15. Schachweltmeister, beginnend mit seinem Sieg im Turnier zur Schachweltmeisterschaft 2007 bis zu seiner Niederlage gegen Magnus Carlsen in der Schachweltmeisterschaft 2013.

## Leben und Karriere

### Jugend
Anand, der auch als „Tiger von Madras“ bekannt ist, erlernte das Schachspiel als Sechsjähriger von seiner Mutter. Ein Jahr später trat er einem Schachklub bei. Das Schachfieber erfasste ihn, als er ein Jahr darauf zu seinem beruflich in Manila tätigen Vater auf die Philippinen zog, wo 1978 der Weltmeisterschaftskampf zwischen Anatoli Karpow und Viktor Kortschnoi stattfand und eine Welle der Schachbegeisterung auslöste.
Nachdem Anand nach Indien zurückgekehrt war, setzte seine Erfolgsserie ein: 1983 gewann er die indischen Jugendmeisterschaften U16 und U19 und schaffte die Qualifikation zur Erwachsenenmeisterschaft, die ein Jahr darauf stattfand. Nachdem er dort einen guten vierten Platz belegt hatte, wurde Anand in die indische Nationalmannschaft berufen, mit der er 1984 bei der Schacholympiade in Thessaloniki spielte. Mit 7,5 Punkten aus elf Partien schnitt der erst 14-Jährige schon damals gegen eine sehr starke Gegnerschaft respektabel ab. Im selben Jahr gewann Anand die asiatische Jugendmeisterschaft in Coimbatore und wiederholte diesen Sieg ein Jahr darauf. 1985 verlieh ihm die FIDE als bis dahin jüngstem Spieler aus Asien den Titel Internationaler Meister. 1986 gewann Anand die Meisterschaft Indiens und wurde zum jüngsten Landesmeister in Indien bis dato, den Titel des Landesmeisters konnte er noch zweimal wiederholen. 1987 wurde er Juniorenweltmeister U20. Im Dezember des gleichen Jahres wurde er aufgrund zweier Normen bei Turnieren in Neu-Delhi und Coimbatore Großmeister. Anand wurde der erste Schachgroßmeister Indiens. Den Titel verlieh ihm die FIDE offiziell im April 1988.

### Erste Anläufe zur Weltmeisterschaft

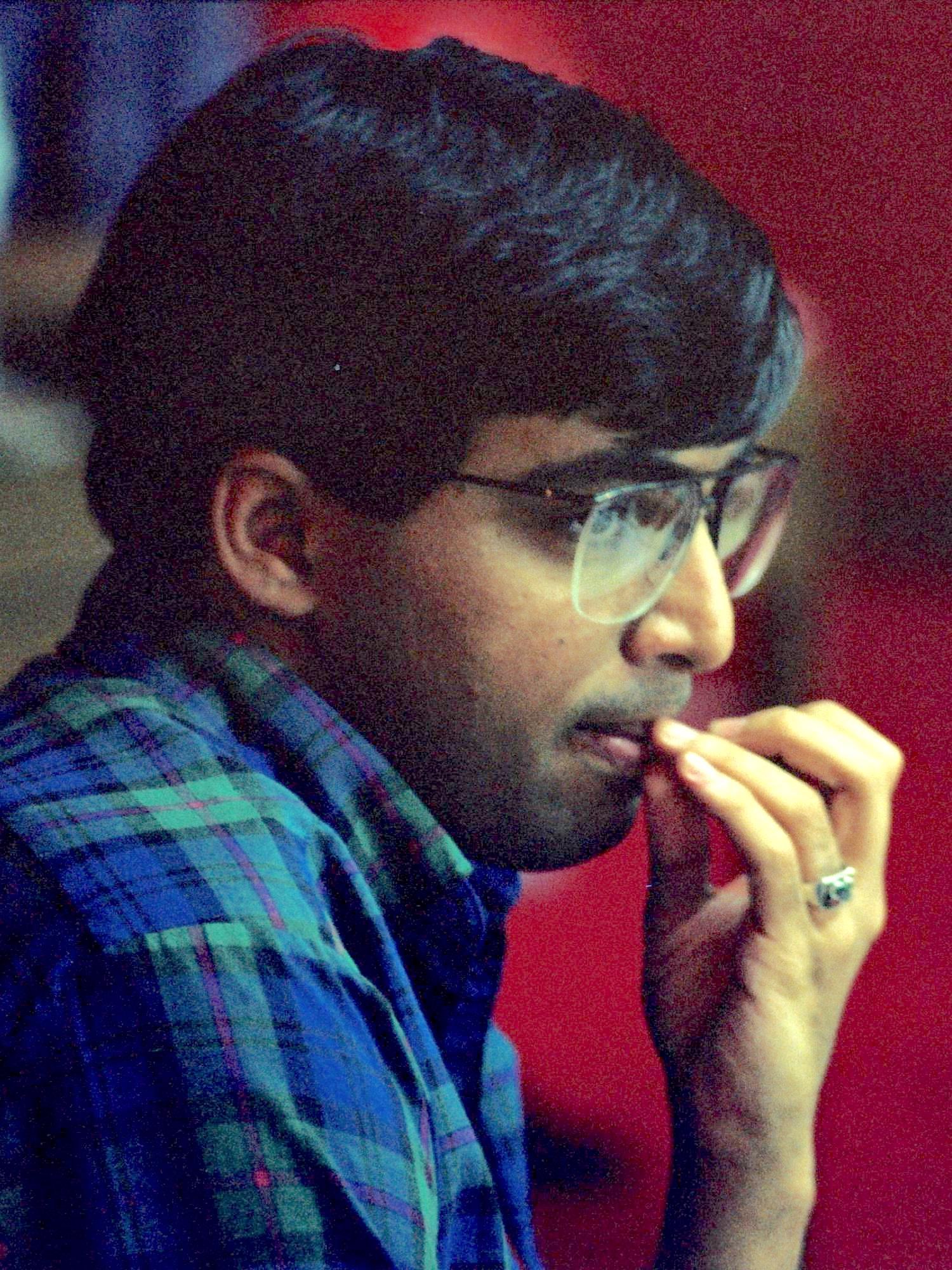
Viswanathan Anand bei der Schacholympiade 1992 in Manila

Beim Interzonenturnier von Manila 1990 gelang ihm die Qualifikation zum Kandidatenturnier. Anand schaltete im Achtelfinale, ausgetragen 1991 in seiner Heimatstadt Madras, den Russen Alexei Drejew mit 4,5:1,5 (+4 =1 −1) aus und stieß im Viertelfinale auf Ex-Weltmeister Anatoli Karpow, dem er in Brüssel 1991 knapp mit 3,5:4,5 (+1 =5 −2) unterlag. 1992 gelangen ihm herausragende Turniersiege in Reggio nell’Emilia (vor Garri Kasparow und Anatoli Karpow) und Moskau. Er besiegte im selben Jahr in einem Wettkampf in Linares den Ukrainer Wassyl Iwantschuk mit 5:3 (+3 =5 −1).
Im Jahr 1993 gelang Anand die Qualifikation (beim Interzonenturnier in Biel) zum FIDE-Kandidatenturnier erneut. Ebenso beim PCA-Turnier in Groningen für die Kandidatenkämpfe dieser Konkurrenzorganisation (Anand siegte gemeinsam mit Michael Adams mit je 7,5 aus 11). Die Teilnahme an beiden Kandidatenturnieren war mit enormen Strapazen verbunden: Anand gewann im PCA-Zyklus im Viertelfinale gegen den Ukrainer Oleh Romanyschyn in New York 1994 mit 5:2 (+3 =4 −0) und im Halbfinale in Linares 1994 gegen Michael Adams mit 5,5:1,5 (+4 =3 −0).
Beim FIDE-Kandidatenturnier 1994 in Wijk aan Zee schaltete er in der 1. Runde Artur Jussupow mit 4,5:2,5 (+3 =3 −1) aus, unterlag aber im Halbfinale in Sanghi Nagar Gata Kamsky mit 4:6, nachdem der Wettkampf regulär 4:4 (+2 =4 −2) geendet und Kamsky die entscheidenden Schnellschachpartien 2:0 gewonnen hatte. 1995 trafen beide Spieler im Finale des PCA-Kandidatenturniers in Las Palmas nochmals aufeinander: Diesmal siegte Anand mit 6,5:4,5 (+3 =7 −1) und wurde Herausforderer des Russen Garri Kasparow.

### WM-Kampf 1995 und Stagnation

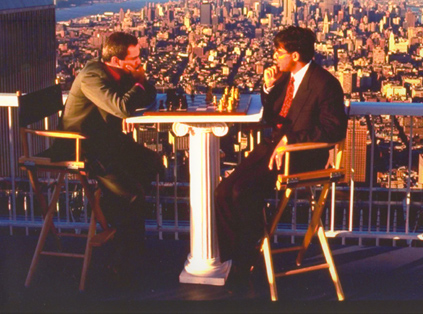
PR-Foto für den Weltmeisterschaftskampf 1995

Der Weltmeisterschaftskampf 1995 fand unter dem Ausrichter PCA im Südturm des früheren World Trade Centers in New York City statt. Anand, der nach zunächst acht Remis in der neunten Partie in Führung ging, unterlag Titelverteidiger Kasparow nach 18 Partien mit 7,5:10,5 (+1 =13 −4). 1996 gewann Anand gemeinsam mit Wladimir Kramnik das Traditionsturnier in Dortmund, ein Jahr darauf, ebenfalls geteilt mit Kramnik, in Dos Hermanas. 1997 gelang ihm bei der neu eingerichteten KO-Weltmeisterschaft der FIDE in Groningen ein glänzender Sieg (er besiegte im Finale Michael Adams), doch bedeutete dieser erste Platz nur die Qualifikation zum Wettkampf mit dem amtierenden FIDE-Weltmeister Anatoli Karpow. Der Wettkampf fand bereits drei Tage später im Januar 1998 in Lausanne statt und endete regulär 3:3 (+2 =2 −2), doch im Schnellschachstechen erwies sich Karpow als weniger müde und besiegte Anand, der ein kraftraubendes Turnier in Groningen gespielt hatte, mit 2:0. Die FIDE änderte nach Protesten das Reglement und ließ den Titelverteidiger bei den nächsten Veranstaltungen schon in der ersten Runde antreten. 1998 gewann Anand, wieder geteilt mit Kramnik, das Traditionsturnier von Wijk aan Zee. 1999 besiegte er Karpow in einem computerunterstützten Wettkampf in León mit 5:1 (+4 =2 −0).

### Weltmeister der FIDE 2000
Bei der FIDE-Weltmeisterschaft 2000 in Neu-Delhi gelang Anand sein bis dahin größter Erfolg: Nach Beendigung der langwierigen K.-o.-Wettkämpfe stand er gemeinsam mit Alexei Schirow als Finalist fest. Wenige Tage später besiegte er den Spanier im Finalmatch, ausgetragen in Teheran, mit 3,5:0,5 und wurde FIDE-Weltmeister.

### Die Jahre 2001 bis 2009
2001 gewann er das Turnier in Mérida. Bei der FIDE-WM 2001/02 in Moskau konnte er aber seinen Titel nicht verteidigen: Im Halbfinale schied er gegen Wassyl Iwantschuk mit 1,5:2,5 (+0 =3 −1) aus, womit er nach Iwantschuks Finalniederlage gegen Ruslan Ponomarjow im Januar 2002 den Titel an ebendiesen verlor. 2002 gewann er in Hyderabad den FIDE World Cup (durch einen 1,5:0,5-Finalsieg über Rustam Kasimjanov). 2003 gewann er in Cap d’Agde die offizielle FIDE-Schnellschach-Weltmeisterschaft. Im selben Jahr gewann er in Wijk aan Zee. 2004 wiederholte er diesen Sieg und gewann auch in Dortmund. 2005 wurde er Zweiter in Wijk aan Zee und in Sofia. Er wurde beim FIDE-Weltmeisterschaftsturnier in San Luis (Argentinien) 2005, das als doppelrundiges Achterturnier ausgetragen wurde, geteilter Zweiter hinter dem Bulgaren Wesselin Topalow. Anand erzielte, ebenso wie der Russe Pjotr Swidler, 8,5 aus 14. In das Jahr 2006 startete er mit einem Turniersieg (geteilt mit Topalow) in Wijk aan Zee. Auf der April-Weltrangliste 2006 der FIDE rangiert Anand mit einer Elo-Zahl von über 2800. Diese Marke durchbrachen vor ihm nur drei Spieler: die Russen Garri Kasparow und Wladimir Kramnik sowie der Bulgare Wesselin Topalow.
Als Spezialität Anands gilt das Schnellschach. Er spielte in seiner Jugend auch seine Turnierpartien in atemberaubendem Tempo, wofür er in Indien den Spitznamen „Lightning Kid“ erhalten hat. Besonders beeindruckend ist seine Siegesserie beim Schnellschachturnier der Chess Classic, das bis zum Jahr 2000 in Frankfurt am Main stattfand und seit 2001 in Mainz ausgetragen wird. Heute gilt der Sieger dieses Turniers, das oft die Form eines Zweikampfs hatte, als inoffizieller Schnellschach-Weltmeister. Außer in den Jahren 1996, 1999 und 2009 gewann Anand es jedes Jahr, im Jahr 2008 schon das neunte Mal in Serie und mit den Siegen von 1997 und 1998 das insgesamt elfte Mal. Seit 2006 wird dieses Schnellschachturnier von einem Finanzunternehmen öffentlich als Weltmeisterschaft betitelt und gesponsert. Mit dem FIDE-Schnellschach-Weltmeistertitel aus dem Jahr 2003 und seinen 11 Schnellschach-Turniersiegen bzw. Titelverteidigungen bei der Frankfurt Chess Classic und der Chess Classic Mainz ist Anand zwölffacher Weltmeister im Schnellschach; Anfang August 2009 aber holte sich Lewon Aronjan diesen Titel.

### Gewinn des WM-Titels 2007 und weitere Erfolge

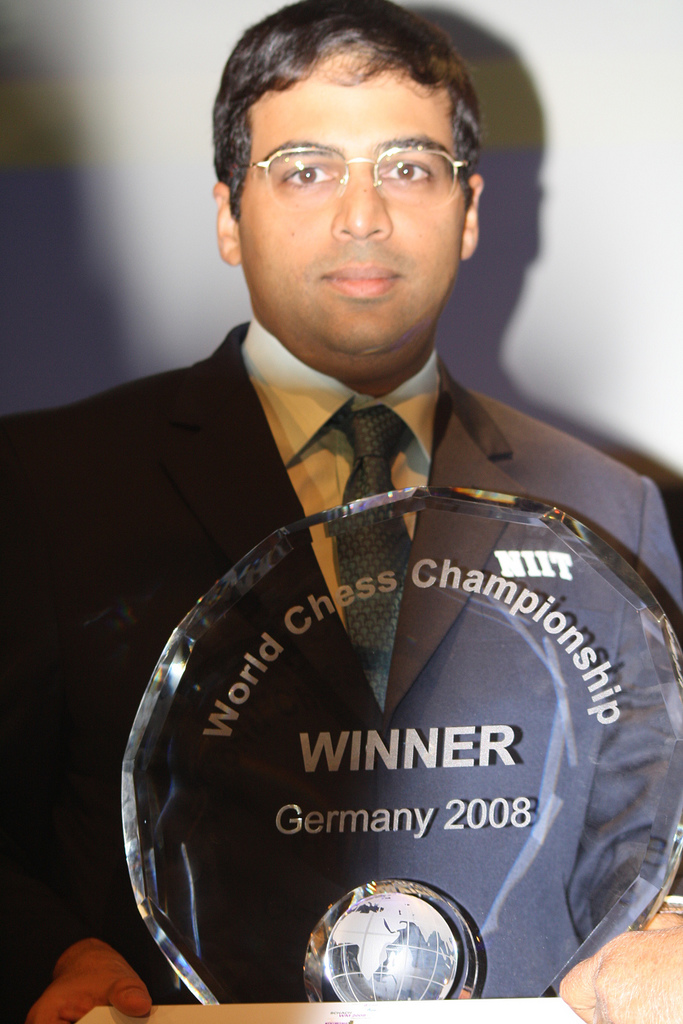
Anand mit der Sieg-Trophäe nach der Schachweltmeisterschaft 2008

2007 gewann er das Traditionsturnier von Morelia/Linares (acht Teilnehmer, doppelrundig) mit 8,5 Punkten aus 14 Partien. Bei zwei weiteren Turnieren in Wijk aan Zee (5. Platz) und Dortmund (4. Platz) schnitt Anand gut ab, war aber jeweils hinter Weltmeister Kramnik platziert. Im WM-Turnier von Mexiko-Stadt (13. bis 29. September 2007) siegte Anand mit 9,0 Punkten aus 14 Partien vor dem Zweitplatzierten Wladimir Kramnik und erreichte den Höhepunkt seiner Karriere: Durch seinen Sieg bestieg Anand den Gipfel der wiedervereinigten Schachwelt, löste Wladimir Kramnik ab, und wurde 15. Schachweltmeister in Kontinuität seit Wilhelm Steinitz.
Nach seinem geteilten dritten Platz im ersten „Super-GM-Turnier“ des Jahres 2008, in Wijk aan Zee im Januar, wiederholte Anand seinen Vorjahreserfolg in Morelia und Linares: mit 8,5 Punkten aus 14 Partien gewann er mit einem halben Zähler vor Magnus Carlsen. Im Oktober 2008 verteidigte Anand seinen Weltmeistertitel durch einen 6,5:4,5-Sieg bei der Schachweltmeisterschaft 2008 in Bonn gegen Wladimir Kramnik. Bei der Schachweltmeisterschaft 2010 in Sofia verteidigte er gegen Wesselin Topalow seinen Titel mit 6,5:5,5. Bei der Schachweltmeisterschaft 2012 in Moskau gelang die Titelverteidigung gegen Boris Gelfand nach 6:6 in den regulären Partien erst im Schnellschach-Tie-Break mit 2,5:1,5.
Im November 2013 spielte er in seiner Heimatstadt Chennai, dem früheren Madras, einen Weltmeisterschaftskampf gegen den Herausforderer Magnus Carlsen, in dem er seinen Titel verlor.

### Schachweltmeisterschaft 2014
Im März 2014 stand Anand nach der 13. Runde von 14 Runden des Kandidatenturniers Chanty-Mansijsk 2014 als alleiniger Gewinner fest. Er konnte darum im November 2014 erneut gegen den amtierenden Weltmeister Magnus Carlsen antreten. Anand blieb während des gesamten Kandidatenturniers ungeschlagen und entschied das Turnier mit 3 Siegen und 11 Remis für sich (Wertung: +3). Durch dieses Ergebnis gelang Anand wieder eine Verbesserung des Elo-Ratings um 15 Punkte auf 2785 Punkte im April 2014, das ihn zur neuen Nr. 3 der Weltrangliste machte. Im November 2014 scheiterte Anand bei der Schachweltmeisterschaft 2014 gegen den amtierenden Weltmeister Magnus Carlsen nach der elften von zwölf angesetzten Partien mit 4,5:6,5 Punkten.

### Weltmeister im Schnellschach 2017
Im Dezember 2017 wurde er in Riad nach einem Sieg im Stichkampf über Wladimir Fedossejew Schnellschach-Weltmeister.

### Förderung von indischen Schach-Talenten ab 2019
Der frühere Titelträger Anand gründete 2019 gemeinsam mit einer Unternehmensberatung eine Schachakademie in Indien. Neben dem jungen Weltmeister D. Gukesh wurden dort Stand 2024 auch der Weltranglistendritte Arjun Erigaisi sowie die Geschwister R. Praggnanandhaa und R. Vaishali gefördert. Seit 2002 ist Anand Vizepräsident des Weltverbands FIDE.

### Partien
- Anand – Rəcəbov, Dortmund 2003

### Elo-Entwicklung
| Die zur Anzeige dieser Grafik verwendete Erweiterung wurde dauerhaft deaktiviert. Wir arbeiten aktuell daran, diese und weitere betroffene Grafiken auf ein neues Format umzustellen. (Mehr dazu) |

### Mannschaftsschach

#### Nationalmannschaft
Anand nahm mit der indischen Nationalmannschaft an den Schacholympiaden 1984 (am vierten Brett), 1986, 1988, 1990, 1992, 2004, 2006 und 2018 (jeweils am Spitzenbrett) teil. 2004 erreichte er die zweitbeste Elo-Leistung aller Spieler. Bei der asiatischen Mannschaftsmeisterschaft 1986 in Dubai landete Anand mit der indischen Mannschaft auf dem zweiten Platz und erreichte das beste Einzelergebnis am vierten Brett, drei Jahre später auf Genting Highlands erreichte er mit der Mannschaft den dritten Platz und gewann die Einzelwertung am Spitzenbrett.

#### Vereinsschach

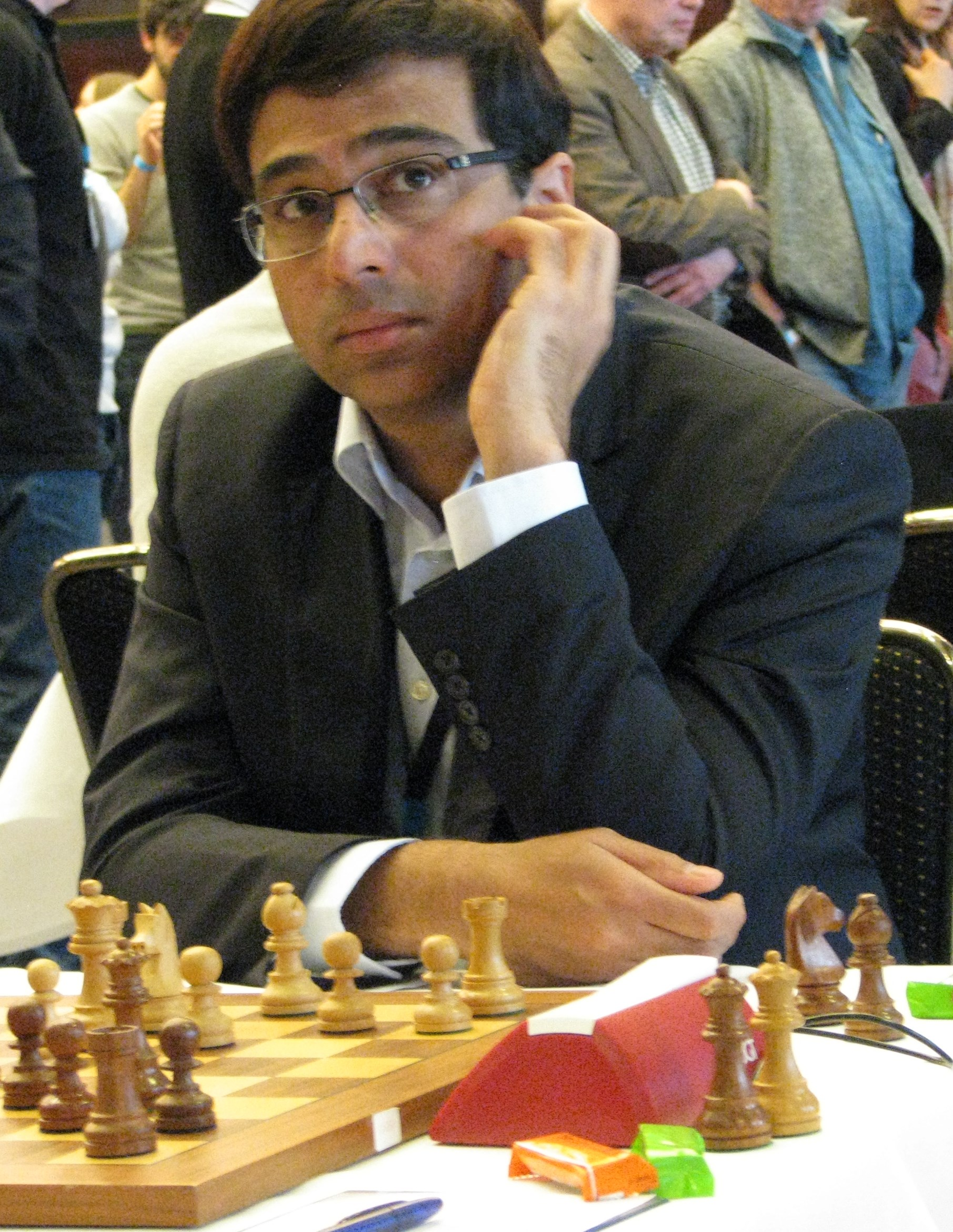
Für die OSG Baden-Baden bei der Bundesliga-Finalrunde 2017 in Berlin

Seit der Saison 2002/03 spielt Anand in der deutschen Schachbundesliga bei der OSG Baden-Baden und wurde mit dieser 2007, 2008, 2009, 2010, 2012, 2014, 2017, 2018 und 2019 deutscher Mannschaftsmeister. 2007 nahm er mit Baden-Baden am European Club Cup teil. In Ungarn ist Anand bei Aquaprofit NTSK gemeldet, kam allerdings erst einmal beim Titelgewinn in der Saison 2009/10 zum Einsatz. In Frankreich spielte Anand früher bei Lyon-Oyonnax, mit dem er 1993 und 1994 den European Club Cup gewann, in der Saison 2003/04 spielte er für Cannes Echecs.
1998 und 1999 nahm er mit Agrouniverzal Zemun am European Club Cup teil und erreichte dabei 1999 den zweiten Platz.

## Größte Erfolge

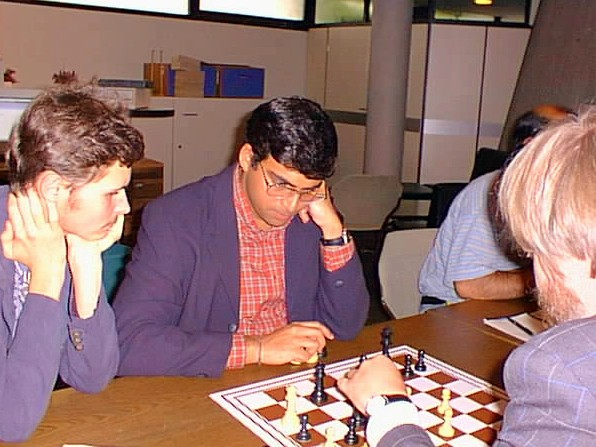
Péter Lékó, Anand und Artur Jussupow bei den Dortmunder Schachtagen 1997

- Schachweltmeister: 2007, 2008, 2010, 2012
- Sieger des Schach-Weltpokals: 2000, 2002
- Indischer U16 u. U19 Meister 1983
- Indischer Meister: 1986, 1987, 1988
- Weltmeister im Schnellschach: 1997, 1998, 2000, 2001, 2002, 2003, 2004, 2005, 2006, 2007, 2008, 2017
- Weltmeister im Blitzschach: 2000
- Schachweltmeisterschaft der PCA 1995: 2. Platz
- Juniorenweltmeister: 1987
- Jugendweltmeisterschaft 1984: 3. Platz U16
- Jugendasienmeister: 1984, 1985
- Sieger der Dortmunder Schachtage: 2004
- Sieger des Linares Schachturnier: 1998, 2007, 2008
- Sieger des London Chess Classic: 2014
- Sieger des Tata-Steel-Schachturniers: 1989, 1998, 2003, 2004, 2006

## Spielstil
Anand galt in seiner Jugendzeit als Ausnahmetalent. Er verfügt über eine rasche Auffassungsgabe und ein intuitives Verständnis für die wesentlichen Merkmale einer Stellung. Anfangs kostete es ihn Mühe, sich ganz auf Schach zu konzentrieren und systematisch an der Verbesserung seines Spiels zu arbeiten. Noch 1992 schien die Endspieltechnik nicht zu seinen starken Seiten zu zählen. Im Laufe seiner Karriere reifte sein Stil, sodass er heute als Spieler gilt, der in keiner Partiephase offenkundige Schwächen aufweist. Seine Eröffnungsvorbereitung ist auf einem hohen Niveau, wobei er nicht auf bestimmte Systeme festgelegt ist und seine Gegner mit unerwarteten Varianten überraschen kann. Er ist ein guter Rechner, sieht taktische Wendungen sehr schnell und kommt daher nur selten in Zeitnot. Aber auch strategische Stellungen und technische Endspiele behandelt er stark, sein Stil kann daher als universell bezeichnet werden.

## Auszeichnungen
1987 verlieh die indische Regierung Anand den Padma Shri, 2001 den Padma Bhushan und 2008 den Padma Vibhushan. 1992 erhielt er den Rajiv Gandhi Khel Ratna. Er wurde 1997, 1998, 2004, 2005, 2007 und 2008 mit dem Schach-Oscar als bester Spieler des Jahres ausgezeichnet. Damit ist er mit 6 Oscars an dritter Stelle der ewigen Bestenliste hinter Garri Kasparow (11 Oscars) und Anatoli Karpow (9). Der Fernsehsender CNN-IBN wählte ihn zum indischen Sportler des Jahres 2007. Am 8. Oktober 2014 wurde ein Asteroid nach ihm benannt: (4538) Vishyanand.
Bisher wurden sechs seiner Gewinnpartien von der Schachinformator-Jury als beste des jeweiligen Halbjahres ausgezeichnet:
- Anand – Ftáčnik, Biel 1993
- Anand – Karpow, Las Palmas 1996
- Anand – Lautier, Biel 1997
- Anand – Bologan, Dortmund 2003
- Anand – Adams, San Luis 2005
- Aronjan – Anand, Mexiko-Stadt 2007

## Privates

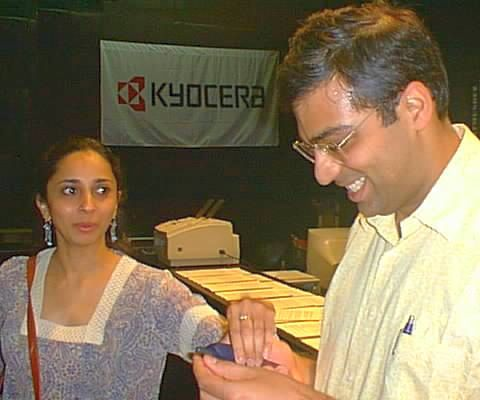
Aruna und Viswanathan Anand (2004)

Seit Juni 1996 ist Anand mit Aruna (* 1975) verheiratet und wird von ihr gemanagt. Er fördert Schachschulen in Indien, unterstützt Sozialprojekte und ist Brahmane. 2005 sammelte er beispielsweise Spenden für eine Organisation, die sich gegen Kinderlähmung einsetzt. Anand spricht mehrere Sprachen fließend, darunter auch Spanisch und Deutsch. 2011 bekam das Paar einen Sohn.

## Werke
- Meine besten Schachpartien. Olms, Zürich 1998, ISBN 3-283-00351-3.
- Mind Master. Winning Lessons from a Champion's Life. Hachette India, Gurugram 2019. ISBN 978-93-5195-150-6. (mit Susan Ninan)